# Bret McKenzie
Bret Peter Tarrant McKenzie é um humorista, ator, musicista e produtor musical neozelandês. Como reconhecimento, venceu, no Oscar 2012, a categoria de Melhor Canção Original por "Man or Muppet" de The Muppets.